# ایدور گودیانسن
ایدور اسماری گودیانسن (به ایسلندی: Eiður Guðjohnsen) (متولد ۱۵ سپتامبر ۱۹۷۸ در ریکیاویک)، که به ایدور گودیانسن معروف است، فوتبالیستی ایسلندی است که در پست هافبک هجومی، برای تیم‌های بولتون وچلسی انگلستان، بارسلونای اسپانیا، موناکو و همچنین تیم ملی فوتبال ایسلند بازی می‌کرده‌است. گودیانسن تا کنون در مسابقاتی که به میدان رفته توانسته ۱۵۷ گل به ثمر برساند. او پسر آرنور گودیانسن بازیکن فوتبال سابق تیم ملی ایسلند است که به عنوان بهترین بازیکن این کشور شناخته می‌شده‌است.

## سوابق باشگاهی

### سال‌های ابتدایی
در ۲۴ آوریل ۱۹۹۶ گویانسن در بازی ملی بین تیم‌های ایلند و استونی در ابتدای نیمه دوم به جای پدر خود وارد زمین شد. او بعد از بازی ناراحتی خود را از اینکه اجازه بازی همزمان با پدر به او داده نشد ابراز کرد. این اتفاق دیگر تکرار نشد. چون یک ماه بعد از آن گودیانسن جوان دچار شکستگی مچ پا شد و تا مدتی نتوانست به بازی فوتبال ادامه دهد.
سال ۱۹۹۷ او به مدت دو سال به تیم آیندهون پیوست. در این تیم انتظار زیادی نسبت به او می‌رفت. بعد از آیندهون در سال ۱۹۹۸ او به تیمی در لیگ کشور ایسلند برگشت.

### بولتون
گودیانسن در سال ۱۹۹۸ با قراردادی به بولتون پیوست و برای اولین بار در یک بازی پیش فصل برابر سلتیک به میدان رفت. اضافه وزن نامناسب او به دلیل مصدومیتی که داشت موجب شد تا او تنواند خوب ظاهر شود. او در این سال تمام تلاش خود را برای بهبودی انجام داد. در بازگشت او توانست نمایش خوبی از خود نشان دهد به طوری که تا پایان فصل پنج گل به ثمر رساند.
در فصل بعد او با همکاری دیگر بازیکنان ۲۱ گل به ثمر رساند و توانست تیم خود را به نیمه نهایی دو جام برساند. در آن زیمان رپیس باشگاه اعلام کرد که قیمت گودیانسن برای فروش حداقل ۱۰ میلیون یورو می‌باشد . بعد از پایان فصل با اینکه خود او تمایل به ماندن در این تیم داشت گمانه زنی‌ها پیرامون جدایی او از بولون افزایش یافت.

### چلسی
در سال ۲۰۰۰ گودیانسن با قراردادی به مبلغ ۴ میلیون یورو به تیم چلسی پیوست. او در این فصل با همکاری جیمی فلوید هاسلبنک توانست در این تیم موفق ظاهر شود. در پایان فصل او ۲۳ گل و مهاجم دیگر تیم ۲۷ گل به ثمر رسانده بودند.
در سال ۲۰۰۳ او اعتراف کرد که در بازی قمار ۴۰۰.۰۰۰ یورو از پول خود را در طول پنج ماه از دست داده است.
بعد از پیوستن خوزه مورینیو به تیم چلسی او به عنوان یک بازیکن سودمند در این تیم شناخته می‌شد و در پست‌های زیادی می‌توانست بازی کند. بعد از اینکه رومن ابرامویچ به عنوان مالک این تیم معرفی شد و با بودجه بالا به خرید بازکنان بزرگ مشغول شد جایگاه گودیانسن در این تیم متزلزل شد. با این وجود او فصل‌های بعد در این تیم ماند و نقش مؤثری در پیروزی‌های چلسی داشت. بعد از پیوستن آندری شوچنکو و میشائیل بالاک به چلسی او تصمیم به جدایی از این تیم گرفت. با وجود اینکه تیم‌های منچستر یونایتد و رئال مادرید خواهان او بودند گودیانسن با قراردادی سه ساله به بارسلونا پیوست.

### بارسلونا

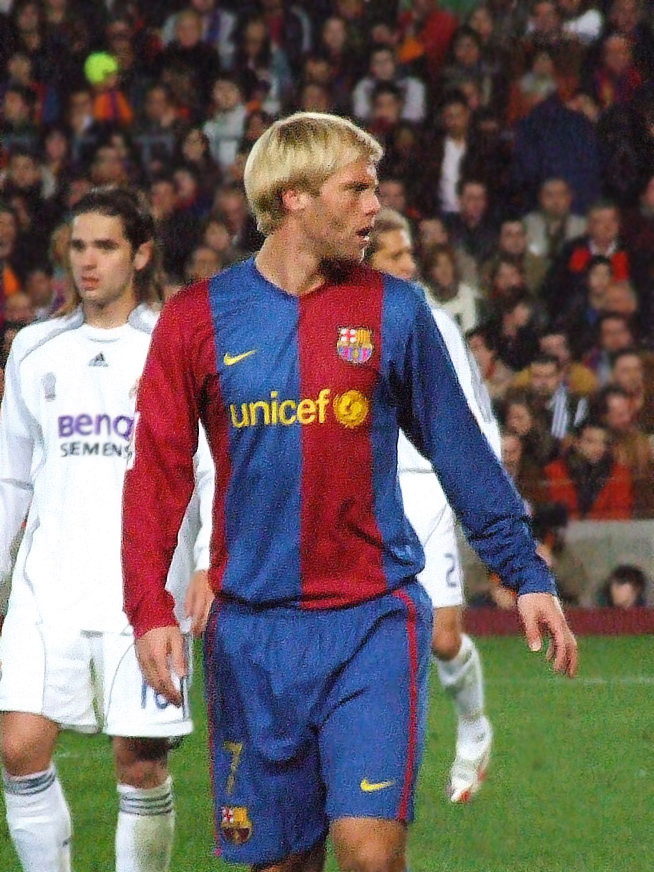
گودیانسن در بازی برابر رئال مادرید

بعد از جدایی هنریک لارسن از بارسلونا گودیانسن به عنوان جایگزینی برای او به خدمت این تیم در آمد. مبلغ قرار داد او ۱۲ میلیون یورو بود که قابلیت افزایش تا سقف ۳ میلیون یورو را دارا بود.
در فصل ۲۰۰۶-۲۰۰۷ با وجود با ثمر رساندن چند گل و بازی مناسب نتوانست انتظارات فرانگ رایکارد و هوادارای بارسلونا را بر آورده کند. در طول فصل تابستان سال ۲۰۰۷ انتظار می‌رفت او مجدد به لیگ انگلستان بازگردد اما این اتفاق شکل نگرفت. با این حال در اوایل فصل بعد او نیمکت‌نشین شد اما او می‌گفت با سخت گوشی به مبارزه برای بازگشت به ترکیب اصلی ادامه می‌دهد. با پیوستن تیری آنری و بویان کرکیچ به بارسا او مجبور شد تا پست خود را از مهاجم به هافبک تغییر دهد.
بعد از جدایی رایکارد و پیوستن گواردیولا به این تیم به‌طور گسترده‌ای انتظار می‌رفت که او و چند بازیکن دیگر از ترکیب بارسلونا کنار گذاشته شوند. اما با این حال او راضی به این جدایی نشد. در طول این فصل ایدور بیشتر به عنوان بازیکن ذخیره به کار گرفته می‌شد. او در این سال توانست با تیم بارسلونا قهرمان لیگ قهرمانان اروپا شود.

### موناکو
در سال ۲۰۰۹ گویانسن به تیم موناکو پیوست. چند روز بعد از ثبت قرار داد او با تیم موناکو تلویزیون داخلی ایسلند قرار دادی برای پخش بازی‌های تیم موناکو را فقط به دلیل حضور گودیانسن در این تیم بست.

### تاتنهام
در ۲۸ ژانویه ۲۰۱۰، هری ردنپ مربی تاتنهام هاتسپر اعلام کرد که گودیانسن به عنوان بازیکن قرضی از موناکو به این تیم پیوسته است.

## شیوه بازی
ایدور به عنوان بازیکنی شناخته می‌شود که توانایی بالایی در نگهداری و کنترل توپ دارد. علاوه بر این فیزیک بدنی مناسب او این اجازه را می‌دهد تا او به عنوان یک بازیساز در میانه میدان نقشی مثبت ایفا کند. همچنین قدرت تطبیق پذیری با شرایط را در تیم‌های چلسی و بارسلونا نشان داده است. او در زمان لازم می‌تواند در پست‌های متفاوتی بازی کند. او همچنین بازیکنی با سرعت کار خوب در نظر گرفته می‌شود.

## سوابق ملی
گودیانسن از سال ۱۹۹۶ در تیم ملی اسلند بازی می‌کند. او در این مدت ۶۰ بازی انجام داده است و با ۲۴ گل ملی بهترین گلزن ملی این کشور به‌شمار می‌رود. او بازیکنی است که به عنوان جانشینی برای پدر خود به‌شمار می‌رود.

## زندگی شخصی
او دارای سه فرزند با نام‌های آندری لوکاس، سوین آرون و آریان از همسر خود، رانهیلدور است. سوین آرون پسر ایدور گودیانسن در تیم جوانان بارسلونا بازی می‌کند.